# Мужская сборная Пакистана по баскетболу
Мужская сборная Пакистана по баскетболу представляет Пакистан на международных соревнованиях. Федерация баскетбола Пакистана — член ФИБА с 1958 года.

## История
Первым крупным международным соревнованием сборной Пакистана стал чемпионат Азии 1969 года. На нём пакистанцы одержали одну победу в 8 матчах: со счётом 68:49 они победили сборную Гонконга. Лучшим результатом сборной Пакистана на континентальных первенствах стало 6-е место в 1979 году. Всего команда участвовала в 10 чемпионатах Азии, последний раз — на чемпионате 1993 года, заняв 17-е место.
Трижды сборная Пакистана принимала участие в баскетбольных турнирах Азиатских игр. На турнире в 1974 году пакистанцы в рамках группового этапа обыграли команду Бахрейна, но проиграли иранцам. В полуфинальной группе команда стала последней, а затем проиграла и оба матча за 5-8 места, став в итоге 8-й на турнире. На турнире 1978 года сборная также заняла 8-е место, но на этот раз одержала 5 побед. В группе были побеждены Бахрейн и Саудовская Аравия, а в раунде за 7-14 места — сборные Ирака, Кувейта (82:80) и Катара (150:63). После длительного перерыва, сборная Пакистана выступила на баскетбольном турнире игр 1990 года, но заняла лишь 10-е место из 11 участников, единственная победа была одержана во встрече со сборной Гонконга (80:74).

## Результаты

### Чемпионаты Азии
| - 1969 — 8-е место - 1973 — 12-е место - 1975 — 11-е место - 1977 — 10-е место - 1979 — 6-е место | - 1981 — 9-е место - 1983 — 13-е место - 1986 — 14-е место - 1989 — 10-е место - 1993 — 17-е место |

### Азиатские игры
- 1974 — 8-е место
- 1978 — 8-е место
- 1990 — 10-е место

### Южноазиатские игры
- 1995 —  2-е место
- 1999 —  2-е место
- 2004 —  2-е место